# Hylyphantes spirellus
Espèce
Hylyphantes spirellus est une espèce d'araignées aranéomorphes de la famille des Linyphiidae.

## Distribution
Cette espèce est endémique du Sichuan en Chine,. Elle se rencontre dans le Xian de Mianning.

## Description
Le mâle holotype mesure 2,40 mm et la femelle paratype 2,90 mm.

## Publication originale
- Tu & Li, 2005 : A new species of the genus Hylyphantes (Araneae, Linyphiidae) from Sichuan Province, China. Acta Zootaxonomica Sinica, vol. 30, no 1, p. 62-64 (texte intégral).